# Gamla tullhuset, Norrköping

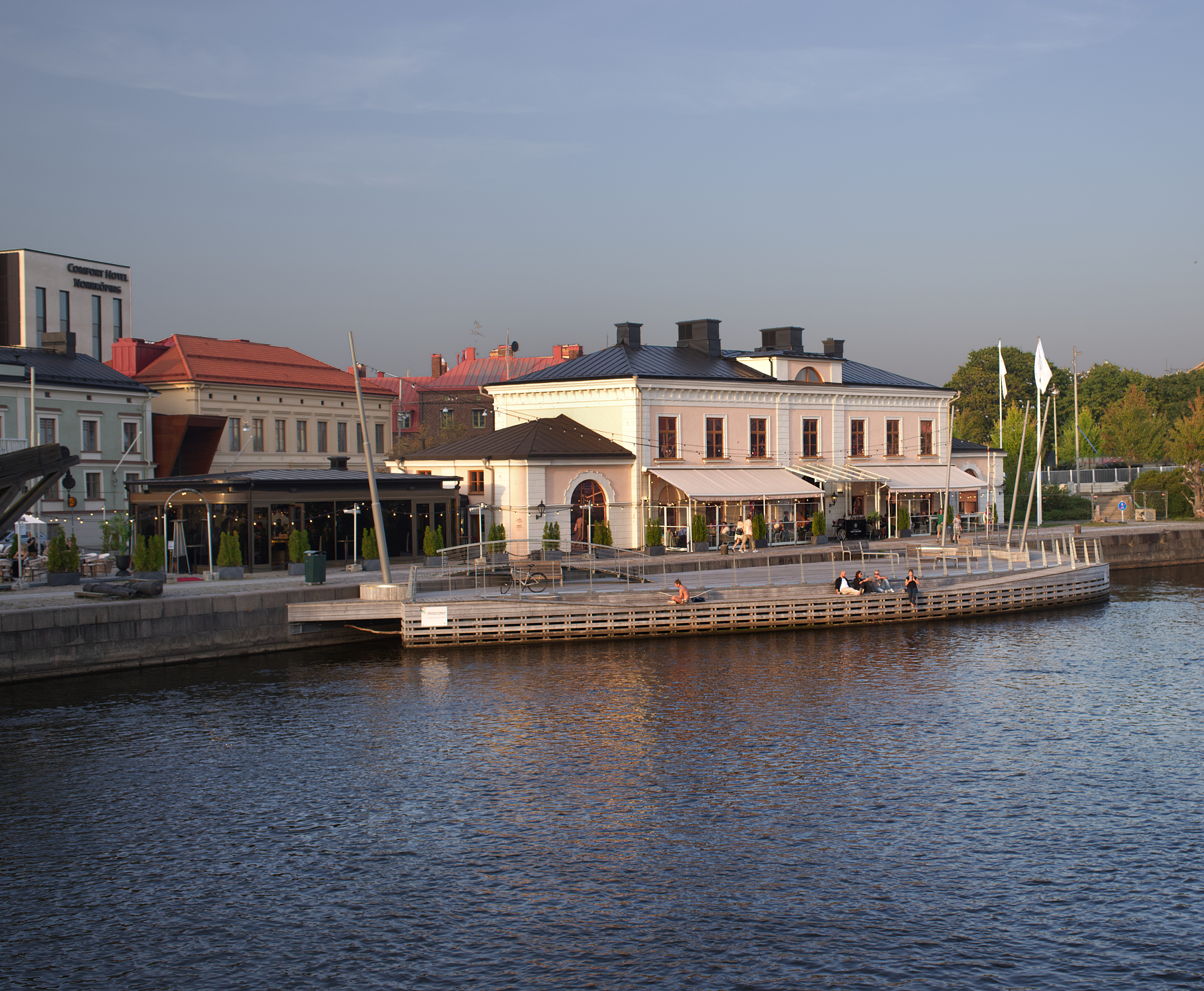
Gamla tullhuset, 2024

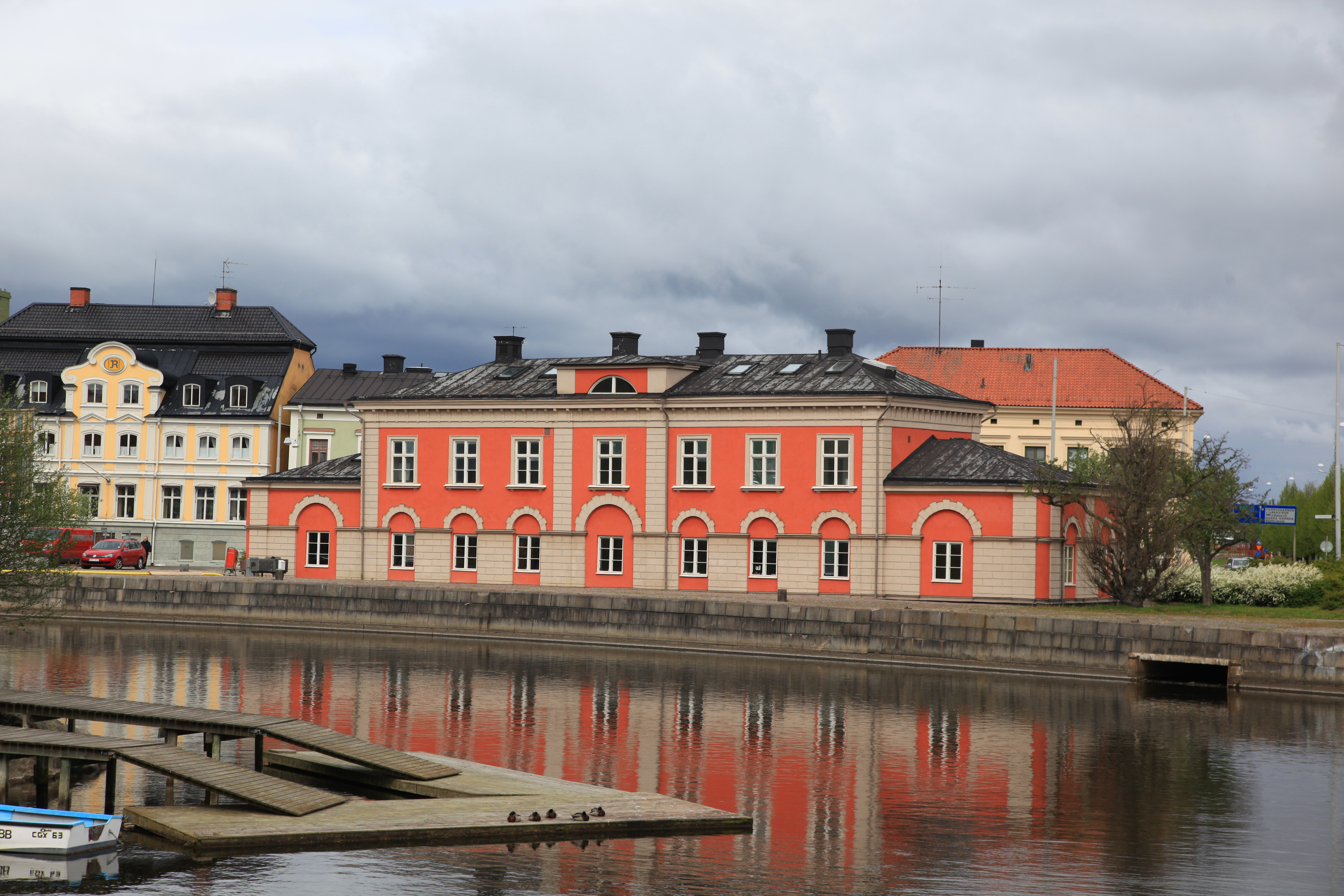
Gamla tullhuset, 2012. Till vänster Rodes palats

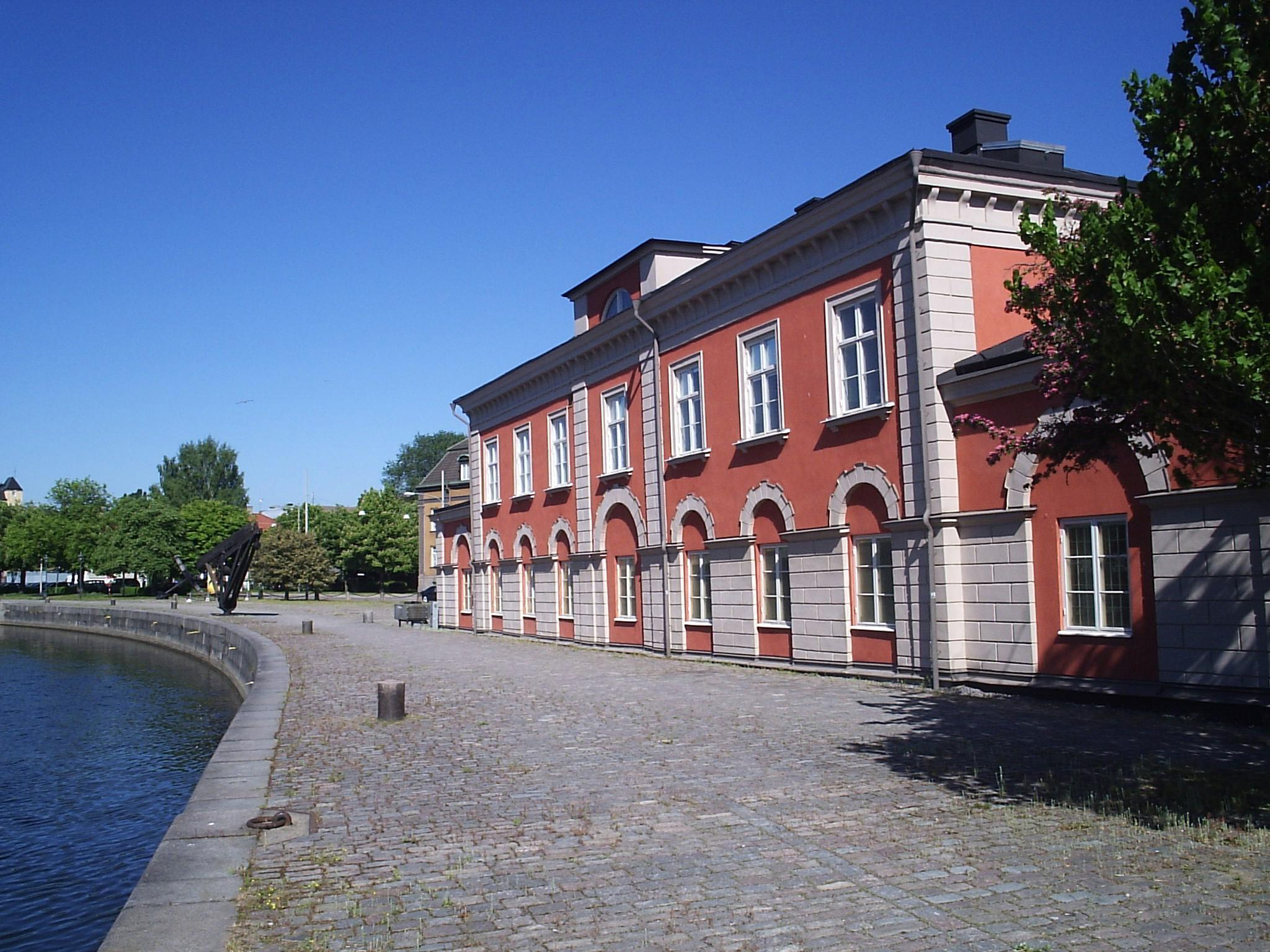
Gamla tullhuset och Kanontorget, 2006

Gamla tullhuset är ett tidigare tullpackhus vid norra fästet av Hamnbron i stadsdelen Saltängen i Norrköping.
Byggnaden uppfördes 1784 i en våning efter ritningar av Johan Fredric Fehmer. Andra våningen påbyggd 1842 efter ritningar av Fredrik Blom. Envåningsflyglarna uppfördes 1876 efter ritningar av Carl Theodor Glosemeyer.
Gamla tullhuset är uppfört i klassisk stil. Huset hade tidigare en körbar passage genom mitten på bottenvåningen. Det blev byggnadsminne 1978.
Mellan 1916 och 1969 var Gamla tullhuset säte för Norrköpings hamnförvaltning. Sedan blev det dagcentral för Schizofreniförbundet. 
Tullväsendets historia, byggnadens äldre historia och moderna historia beskrivs i en historisk exposé av Norrköpings förra stadsantikvarie Ann-Charlotte Hertz publicerad av fastighetsägaren Spinnhuset Fastighets AB  .
År 1971 togs beslut om att bygga om huset för Arbetarnas bildningsförbunds studieverksamhet. Det blev en radikal förändring av interiören och helt ny färgsättning med plastfärger i interiören och exteriören.
Efter byggnadsminnesförklaringen 1978 har man gått mer varsamt fram. Kring 1990 bekämpades fuktproblemen i byggnaden. En rostfri plåt monterades in i grunden och hindrade fuktvandringen.  Hiss installerades 1992, då också  plastfärgen togs bort och ersattes av kalkfärg på kalkputs. 
År 2014 övertogs byggnaden av Spinnhuset Fastighets AB, vilket har genomfört en grundlig byggnadsteknisk och antikvarisk utredning och återställt byggnaden till tidigare skick. Bottenvåningen är restaurang och övervåningen festlokal. Uteservering finns på ytan utanför byggnaden och på den nya båtformade bryggan. En kompletterande paviljong i glas har byggts väster om byggnaden. Den har återfått sin ursprungliga färgsättning: sandstensfärg med dragning åt rosa.